# Ольгино 1-е
Ольгино 1-е — упразднённая деревня в Барабинском районе Новосибирской области. На момент упразднения входил в состав Козловского сельсовета. Исключена из учётных данных в 1968 году.

## География
Деревня располагалась между болотами Зимино и Костино, в 7,5 км к северо-востоку от поселка Арисово.

## История
Посёлок Ольгинский был основан в 1896 г. В 1926 году посёлок состоял из 104 хозяйства. В административном отношении являлся центром Ольгинского сельсовета Барабинского района Барабинского округа Сибирского края.
Решением Новосибирского облисполкома от 31.12.1968 г. деревня Ольгино 1-е исключена из учётных данных.

## Население
По переписи 1926 г. в посёлке проживало 594 человека (284 мужчины и 310 женщин), основное население — русские